# Derris hedyosma
Derris hedyosma är en ärtväxtart som först beskrevs av Friedrich Anton Wilhelm Miquel, och fick sitt nu gällande namn av James Francis Macbride. Derris hedyosma ingår i släktet Derris och familjen ärtväxter. Inga underarter finns listade i Catalogue of Life.